# قارچ صابونی
قارچ صابونی (نام علمی: Tricholoma saponaceum) نام یک گونه از سرده قارچ کرکی‌لبه است.